# Ulkokari

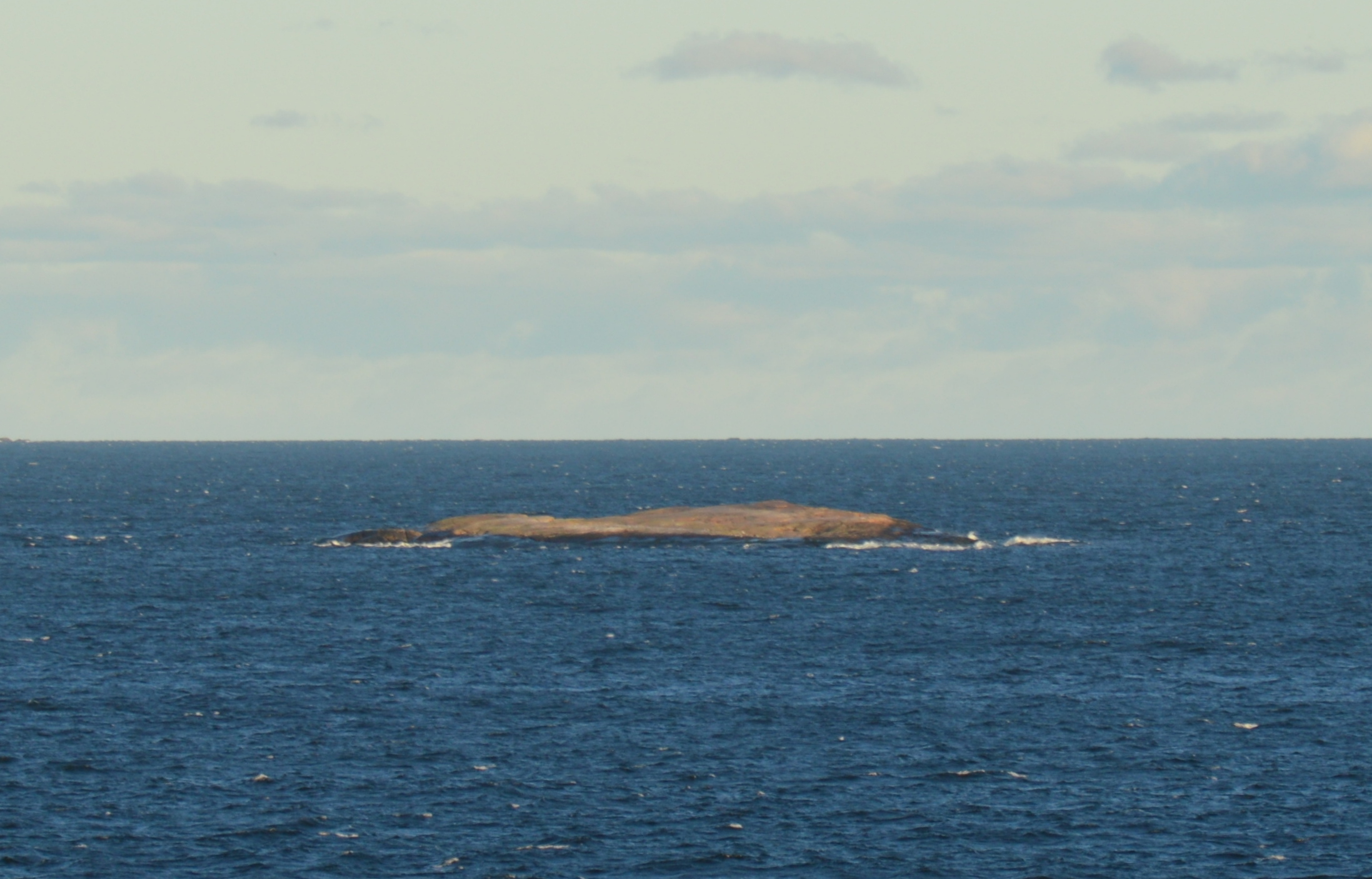
Ulkokari

Ulkokari (schwedisch: Ytterskär) ist eine zu Finnland gehörende Schäre in der Ostsee südlich von Helsinki im Finnischen Meerbusen.
Die Schäre gehört zum Teilgebiet Aluemeri des Stadtteils Ulkosaaret der finnischen Hauptstadt Helsinki. Westlich von Ulkokari verläuft der Seeweg zum etwa sechs Kilometer nördlich gelegenen Hafen von Helsinki. Etwas weiter nördlich liegt die Schäre Laakapaasi.
Die unbewohnte Insel erstreckt sich von Westen nach Osten über etwa 130 Meter bei einer Breite von bis zu 85 Metern und erhebt sich nur wenig über die Wasseroberfläche und ist weitgehend kahl.
Ytterskär ist Schauplatz des Ingmar-Bergmann-Films Eva (1948).